# Anne Nurmi
Anne Marjanna Nurmi (Tampere, 22 de agosto de 1968) é uma cantora, compositora e tecladista natural da Finlândia.

## Biografia
Quando pequena, cantava em corais de igrejas locais enquanto iniciava os estudos de teclado.
Em 1987, Anne e o cantor Jyrki criam a banda gótica Noidat ("Bruxas"). Em 1989, com a chegada de Nauku e Toby, a banda passa a se chamar Two Witches e as letras começam a ser escritas em inglês.
Em 1994, recebe de Tilo Wolff um pedido para ajudá-lo com os teclados e dividir os vocais após a turnê de seu terceiro álbum, Satura  Ela estreia no single "Schakal" e em 1995, participa ativamente do álbum Inferno.
É Anne Nurmi quem desenha e faz algumas das roupas e adereços usados por ela e por Tilo, tanto em apresentações e em sessões de fotos.

## Discografia

### Com Lacrimosa

#### Álbuns de estúdio
| Ano  | Titulo       | Melhor posição | Melhor posição | Melhor posição | Melhor posição | Melhor posição |
| Ano  | Titulo       | GER            | SWI            | AUT            | MEX            | POL            |
| ---- | ------------ | -------------- | -------------- | -------------- | -------------- | -------------- |
| 1991 | Angst        | –              | –              | –              | –              | –              |
| 1992 | Einsamkeit   | –              | –              | –              | –              | –              |
| 1993 | Satura       | –              | –              | –              | –              | –              |
| 1995 | Inferno      | 81             | –              | –              | –              | –              |
| 1997 | Stille       | 64             | –              | –              | –              | –              |
| 1999 | Elodia       | 12             | –              | –              | –              | –              |
| 2001 | Fassade      | 20             | –              | –              | –              | 31             |
| 2003 | Echos        | 13             | –              | –              | –              | –              |
| 2005 | Lichtgestalt | 30             | –              | –              | –              | 21             |
| 2009 | Sehnsucht    | 35             | 82             | 68             | 49             | –              |
| 2012 | Revolution   | 35             | –              | –              | –              | –              |

#### Álbuns ao vivo
| ano  | Titulo            | Melhor posição | Melhor posição |
| ano  | Titulo            | GER            | MEX            |
| ---- | ----------------- | -------------- | -------------- |
| 1998 | Live (2 CD)       | –              | –              |
| 2007 | Lichtjahre (2 CD) | 70             | 64             |

#### Coletâneas
| ano  | Titulo                  | Melhor posição | Melhor posição |
| ano  | Titulo                  | GER            | MEX            |
| ---- | ----------------------- | -------------- | -------------- |
| 2002 | Vintage Classix (7 LPs) | –              |                |
| 2010 | Schattenspiel           | 51             | 51             |